# Stiptocnemis gilleti
Stiptocnemis gilleti är en skalbaggsart som beskrevs av Antoine Boucomont 1923. Stiptocnemis gilleti ingår i släktet Stiptocnemis och familjen bladhorningar. Inga underarter finns listade i Catalogue of Life.